# Lago Caviahue
El Lago Agrio o Caviahue es uno de los pocos lagos ácidos, de formación natural, del mundo. 
Su origen es glaciar, y está ubicado en el departamento Ñorquín de la provincia del Neuquén, Argentina. Tiene una superficie de 9,22 km² (922 hectáreas), y ocupa una depresión ubicada en una antigua caldera volcánica del complejo efusivo Copahue-Las Mellizas, rodeada de estepas y bosques de pehuenes.
Su perfil en herradura contrasta con el perfil fusiforne ("en huso") que presentan la mayoría de los lagos localizados en la Patagonia Argentina, y además está ubicado al norte de casi todos ellos. Desde un punto de vista descriptivo, la "Patagonia Lacustre" se puede delimitar por el Lago Caviahue al norte, y los lagos del parque nacional Los Alerces, al sur. La vegetación circundante no es, como en la mayoría de ellos, boscosa. Al formar parte de la cordillera de transición, la humedad que recibe (mayor que la alta cordillera del norte, y menor que la zona de los bosques andino patagónicos ubicados más al sur) hace que la especie dominante sea el árbol denominado araucaria (pehuén  en idioma tribal local), con un sotobosque conformado principalmente por ñires.
Sus costas son suaves, aunque está rodeado de colinas bajas (altitud menor a 1000 metros). 
En sus cercanías se encuentra el volcán Copahue y el Cerro Caviahue, sobre el que se emplaza un muy concurrido centro de deportes invernales. Su núcleo urbano más importante es la localidad de Caviahue, a vera del lago, que recibe numerosas visitas de turistas en todas las épocas del año.
La zona está protegida por la creación del Parque Provincial Copahue-Caviahue, y pertenece al circuito turístico del centro-norte de la provincia del Neuquén, más específicamente denominado como Ruta del Pehuén. El acceso hasta el mismo es por muy buenos caminos, desde las ciudades de Loncopué y Chos Malal.
Su principal afluente es el río Agrio. Poco antes de desembocar en el lago, este río presenta una serie de cascadas de origen volcánico. Estas aportan un color anaranjado a las aguas del río, que se trasmite en parte al lago; las aguas de este presentan la turbidez típica de los ríos y lagos de zonas volcánicas. Su desagüe es, también, el río Agrio, principal afluente del río Neuquén.
La depresión donde se encuentra el lago y pueblo de Caviahue es una caldera volcánica llamada Caldera del agrio.